# 홍주 송씨
홍주 송씨(洪州宋氏)는 충청남도 홍성군을 관향으로 하는 한국의 성씨이다. 시조는 송계(宋桂)이며, 중시조는 송평(宋枰)이다.

## 역사
홍주 송씨(洪州宋氏) 시조 송계(宋桂)가 고려 말 시중(侍中)을 지내고 이성계(李成桂)의 조선 건국에 반대하다가 홍주에서 생을 마쳤다고 한다.
중시조 송평(宋枰)이 조선시대 조지서별제(造紙署別提)와 세자익위사익위(世子翊衛司翊衛) 등을 지내고, 여러 관직을 거치고 전라북도 순창군에 내려갔다가 전라남도 담양군에 이거(移居)하였다고 한다.
홍주 송씨는 문과 급제자 5명, 무과 급제자 6명, 생원·진사 10명을 배출하였다.

## 인물
- 송개신(宋介臣, 1373년 ~ ?) : 1393년(태조 2) 식년시 문과에 을과로 장원급제하였다.
- 송정순(宋廷筍, 1521년 ~ 1584년) : 1558년(명종 13) 별시 문과에 병과로 급제하여 예조정랑·구례현감 등을 지냈다. 전라남도 화순군 이서면 창랑리에 정자를 세워 거기서 여생을 마쳤다. 전라남도 담양의 구산서원(龜山書院)에 제향되었다.
- 송정황(宋庭篁, 1532년 ~ 1557년) : 1556년(명종 11) 별시 무과에 병과로 급제하여 승문원 교서(校書)를 지냈다. 저서로 『정자송공유고(正字宋公遺稿)』가 있다.

- 송태복(宋泰卜, 1950년 ~ ) : 前 전남대학교 의과대학 교수
- 송희영(宋熙永, 1954년 ~ ) : 前 조선일보 주필
- 송대수(宋大洙, 1956년 ~ ) : 前 전라남도의회 도의원
- 송승용(宋昇龍, 1974년 ~ ) : 수원지방법원 부장판사, 전국법관대표회의 공보간사

## 본관
홍주는 충청남도 홍성군의 옛 지명이다. 995년(성종 14), 고려에 운주로 도단련사를 두었고 1012년(현종 3), 지주사로 개칭하고 홍주로 개칭하였다. 1358년(공민왕 7), 왕사(王師) 보우(普愚)의 고향이라 하여 홍주목으로 승격되었다. 여러 행정구역 개편을 거쳐, 1895년(고종 32) 홍주군으로 승격되었다가 부군면 통폐합 당시 결성군과 통폐합되어 홍성군으로 개편되었다.

## 집성촌
- 광주광역시
- 전라남도 담양군 무정면 동산리
- 전라남도 나주시
- 전라남도 함평군
- 전라남도 장성군
- 전라남도 화순군

## 같이 보기
- 여산 송씨
- 신평 송씨
- 홍주송씨 효행비

## 참고 자료
- “홍주송씨(洪州宋氏)”. 뿌리를 찾아서.[깨진 링크(과거 내용 찾기)]